# Тиминская
Тиминская — деревня на территории Чердынского городского округа Пермского края.

## Географическое положение
Деревня расположена на правом берегу реки Колва примерно в 123 километрах по прямой на северо-восток от центра городского округа города Чердынь.

## Климат
Климат умеренно континентальный с продолжительной холодной и снежной зимой и коротким летом. Снежный покров удерживается 170—190 дней. Средняя высота снежного покрова составляет более 70 см, в лесу около 1 метра. В лесу снег сохраняется до конца мая. Продолжительность безморозного периода примерно 110 дней.

## История
Деревня появилась на рубеже XVIII—XIX веков как одно из поселений старообрядцев беспоповского направления. Известно, что в конце XIX века в деревне действовала Космо-Дамианская церковь, построенная предположительно на казенные средства в целях борьбы с расколом.

## Население
| 2010 | 2016 |
| ---- | ---- |
| 6    | ↘0   |

В 2002 году население деревни составляло 23 чел., все русские.